# Guido Posthumus
Guido Posthumus Silvester, född omkring 1479, död 1521 i Capranica, var en italiensk renässanspoet, från Pesaro (därav omnämns han ibland med det latinska tillnamnet "Pisauriensis"). 
Posthumus vistades som ung vid Giovanni Sforzas hov, där han bland annat skrev satiriska dikter om dennes ingifte släkting och fiende Cesare Borgia. Sedan Borgia intagit Pesaro flydde Posthumus först till Modena och studerade senare medicin i Ferrara samt var även aktiv som soldat. Han stod i opposition till påvarna Alexander VI (över vilken han skrivit elaka epigram) och Julius II, men blev hovskald hos Leo X. Hans dikter trycktes först efter hans död.
Till svenska har Posthumus' epigram över en byst av den romerske skalden Propertius tolkats av Johan Henric Kellgren.
| ”                                                    | Blekt mitt anlete är; men tadlen Konstnären icke, Att han gjort det så blekt: sådan i livet jag var. Riktigt bildades så den färg som Cynthia gav mig; Blodet torkade bort, kinderne vissnade hän. Ungdom och hälsa och lycka och lugn, allt offrades henne: Hennes jag levande var, hennes i döden jag är. Livet flyktade snart - men ack! när ägde jag livet? Nej, genom Cynthia blott var Propertius till. | „ |
| – Guido Posthumus, översatt av Johan Henric Kellgren | |   |